# Gud jag vet att du kan sända skurar av välsignelse
Gud jag vet att du kan sända skurar av välsignelse eller Gud, jag hör att du utsänder skurar av välsignelse är en sång med text från 1864 av Elizabeth Codner och musik av William Bradbury. Erik Nyström översatte 1876 sången till svenska.

## Publicerad i
- Frälsningsarméns sångbok 1968 som nr 151 under rubriken "Helgelse" (med begynnelseraden "Gud, jag hör att du utsänder skurar av välsignelse")
- Frälsningsarméns sångbok 1990 som nr 458 under rubriken "Ordet och bönen" (med begynnelseraden "Gud jag vet att du kan sända skurar av välsignelse")